# Plongée en cage

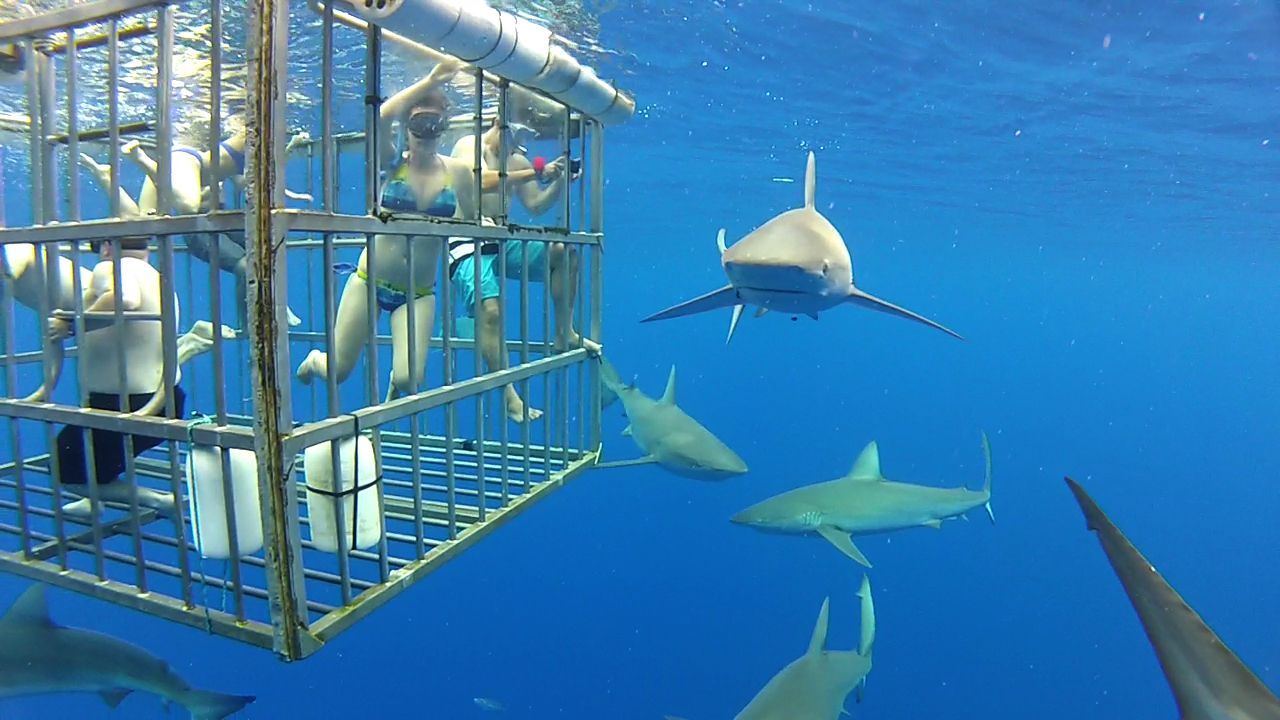
Des plongeurs à l'intérieur d'une cage au large d'Hawaï, avec des requins nageant autour.

La plongée en cage est une forme de plongée sous-marine, principalement en apnée, où un ou plusieurs plongeurs sont à l'intérieur d'une cage de protection conçue pour observer les requins en sécurité dans leur milieu naturel. Elle est utilisée notamment pour l'observation scientifique, la vidéo sous-marine et comme activité touristique. Les requins peuvent être attirés à proximité de la cage par l'utilisation d'appâts, une technique (en) appelée le chumming (en), ce qui suscite parfois la controverse car qu'elle modifierait le comportement naturel des requins à proximité des nageurs, où ils associeraient la nourriture avec la présence humaine.